# Magda Goebbels

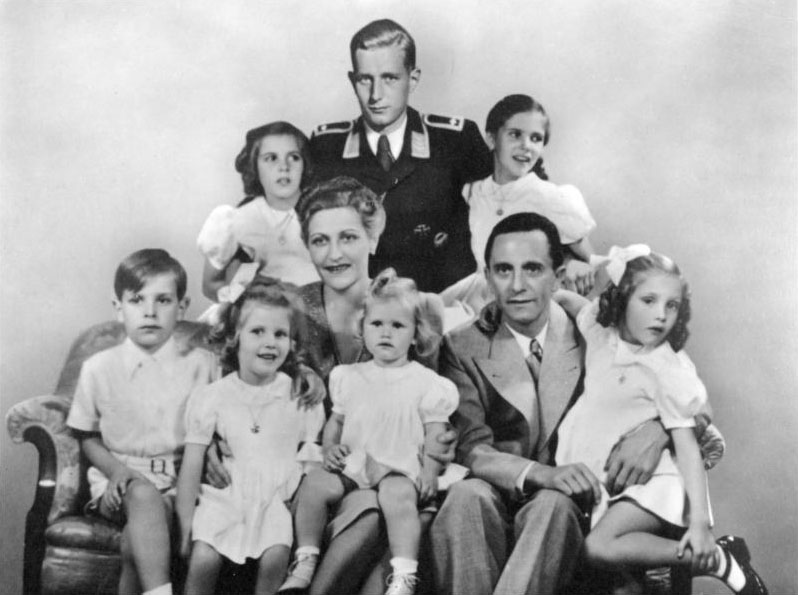
A család 1942-ben: (hátul) Hildegard, Harald Quandt, Helga; (elöl) Helmut, Hedwig, Magda, Heidrun, Joseph és Holdine

Johanna Maria Magdalena „Magda” Goebbels (Berlin, 1901. november 11. – Berlin, 1945. május 1.) Joseph Goebbelsnek, a náci Németország propagandaminiszterének, Adolf Hitler szövetségesének és politikai támogatójának a felesége. A második világháború végén megölte hat gyermeküket, majd férjével együtt öngyilkos lett.

## Gyermek- és fiatalkora
Magda 1901-ben született Berlinben, Oskar Rietschel és Auguste Behrend gyermekeként. Szülei a születése után házasodtak össze, de 1904-ben elváltak. Gyermekéveit zárdában töltötte, ahol aktív és intelligens kislányként emlékeztek rá. Anyja, Auguste feleségül ment egy zsidó gyároshoz, Richard Friedländerhez. A család 1908-ban Brüsszelbe költözött, és az első világháború kitöréséig ott éltek. Ezután Berlinbe költöztek, ahol Magda a Kolmorgen Lycée nevű gimnáziumba járt. Auguste Behrend 1914-ben elvált a már elszegényedett Friedländertől, aki később a buchenwaldi koncentrációs táborban halt meg.
Magda 17 éves korában a vonaton találkozott Günther Quandt gazdag német gyárossal, akinek vállalkozásából később kinőtt a VARTA elemgyár. Quandt a BMW és Daimler-Benz részvényese is volt. 1921-ben összeházasodtak, majd megszületett fiuk, Harald, az egyetlen gyermeke, aki túlélte a háborút. 1929-ben elváltak.

## A náci hatalom csúcsán
A náci párt egyik gyűlésén találkozott Joseph Goebbelsszel, akivel 1931. december 19-én összeházasodtak. Hitler volt az egyik tanú. A házaspárnak hat gyermeke született, Hitler tiszteletére mindnek H betűs nevet adtak:
- Helga Susanne
- Hildegard „Hilde” Traudel
- Helmut Christian
- Holdine „Holde” Kathrin
- Hedwig „Hedda” Johanna
- Heidrun „Heide” Elisabeth

Mivel Hitler nőtlen volt, a birodalom egyik legfontosabb emberének feleségeként Magda az ország first ladyje volt. Házassága nem volt boldog, Goebbels folyamatosan csalta Magdát, és lehetséges, hogy Magda is őt. Az asszony nyilvánosan mindig támogatta Hitlert, de magánbeszélgetésekben néha hangot adott kételyeinek. Ennek ellenére zsidó mostohaapját nem próbálta meg megmenteni a koncentrációs tábortól.
Legidősebb fia a Luftwaffe pilótája lett, Magda pedig a Vöröskeresztnél dolgozott. A háború végére egészsége megromlott.
1945. május 1-jén, Hitler öngyilkossága után egy nappal Magda ciánkapszulát adott be gyermekeinek, majd férjével együtt öngyilkosok lettek. Másnap a szovjet csapatok találtak rá a holttestekre, titokban eltemették, majd 1970 áprilisában elégették őket, és az Elbába szórták a hamvakat.